# Митник Олександр Якович
Митник Олександр Якович (нар. 30 квітня 1969 року, Вінниця, УРСР, СРСР) — український педагог, психолог, кандидат психологічних наук (1998), доктор педагогічних наук (2010), професор (2014).

## Біографічні дані
Народився 30 квітня 1969 року у Вінниці.
У 1993 році закінчив Київський педагогічний інститут за спеціальностями «педагогіка і методика початкового навчання» та «математика» (2003). 
Працював вчителем у школах Києва з 1989 по 2002 рік. З 2002 року — у Київському університеті ім. Б. Грінченка: професор кафедри початкової освіти та методики природничо-математичних дисциплін (2010–13). З 2013 року — завідувач кафедри практичної психології Національного педагогічного університету (Київ). 
Автор навчальних посібників для учнів початкових та середніх класів («Логіка», «Творча математика», «Логічний калейдоскоп»), студентів («Професійна підготовка практичного психолога як конкурентоспроможного фахівця: теорія і практика») та навчально-методичних посібників для вчителів («Уроки логіки» у 2–4 класах); співавтор підручника «Математика» (1 клас).
Кандидатська дисертація на тему: «Психолого-педагогічні умови становлення продуктивного спілкування в молодших школярів» (1998 р.). Докторська дисертація на тему: «Теоретико-методичні основи підготовки майбутнього вчителя до формування культури мислення молодшого школяра» (2010 р.).
Член редколегії науково-методичних журналів: «Початкова школа», «Учитель початкової школи».

## Основні праці
За ЕСУ:
- Підготовка майбутнього вчителя до формування культури мислення молодшого школяра: теорія і практика. — Т., 2009;
- Теоретико-методологічні засади побудови навчання у ЗНЗ як цілісного творчого процесу // РШ. — 2012. № 10;
- Розвиток конкурентоспроможності сучасного вчителя у межах внутрішньошкільної методичної роботи // РШ. — 2013. № 1–2;
- Технологія побудови навчання у початковій школі як цілісного творчого процесу: Посіб. для студентів. — К., 2013;
- Комп’ютерні засоби становлення творчої особистості молодшого школяра у процесі навчання // ПШ. — 2017. № 3 (співавтор).[1]